# Marián Zimen
Marián Zimen (ur. 3 sierpnia 1980 w Trenczynie) – słowacki trener piłkarski, wcześniej piłkarz grający na pozycji obrońcy.
Przez całą karierę zawodniczą związany z klubem MFK Dubnica, od 2009 pełni rolę asystenta Adriána Guľi w kolejnych klubach.